# جيم ماكول
جيم ماكول (بالإنجليزية: Jim McColl)‏ هو شخصية أعمال بريطاني، ولد في 22 ديسمبر 1951 في Carmunnock ‏ في المملكة المتحدة.